# Begraafplaats van Condé-sur-l'Escaut
De Begraafplaats van Condé-sur-l'Escaut (Cimetière du Centre) is een gemeentelijke begraafplaats in de Franse gemeente Condé-sur-l'Escaut in het Noorderdepartement. De begraafplaats ligt aan de Route de Bonsecours op ruim 600 m ten noorden van het centrum (stadhuis), net buiten de oude de oude stadswallen. De begraafplaats heeft een onregelmatig oppervlak en wordt deels omsloten door een bakstenen muur, groene heesters en een haag. De toegang bestaat uit een tweedelig traliehek tussen bakstenen zuilen. Vooraan op de begraafplaats staat en gedenkteken voor de gesneuvelde gemeentenaren uit beide wereldoorlogen.
In het perk met de Britse militaire graven liggen drie Franse gesneuvelde militairen uit de Eerste Wereldoorlog.

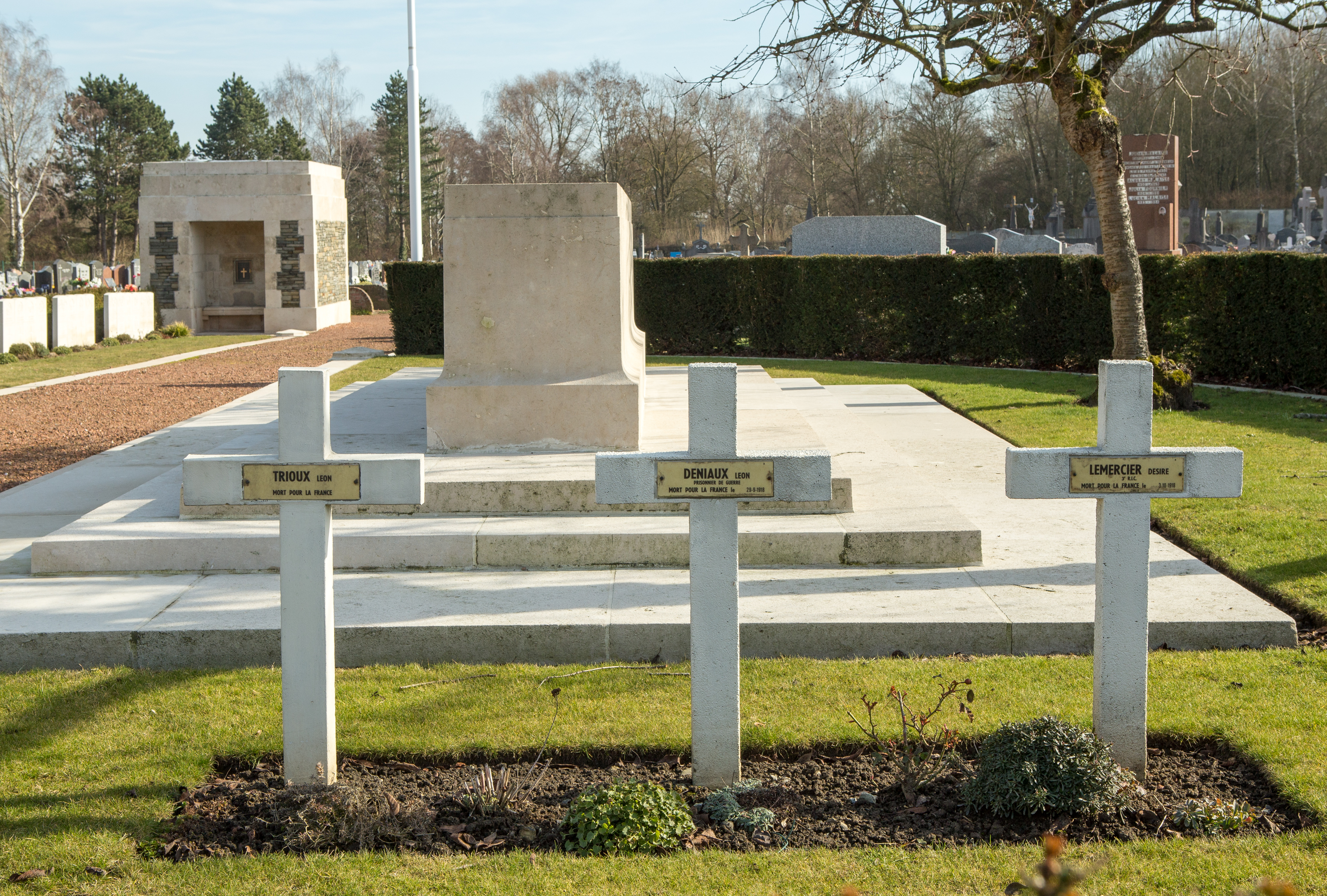
Franse militaire graven

## Britse oorlogsgraven
In de begraafplaats ligt een perk met 99 Britse gesneuvelde militairen uit de Eerste Wereldoorlog. Het perk bestaat uit twee delen die werden ontworpen door William Cowlishaw. Het grootste deel heeft een lange smalle rechthoekige vorm waarin de graven in een lange rij naast elkaar liggen. Aan het oostelijke einde ervan staat een natuurstenen schuilhuisje waarin zich een zitbank en het registerkastje bevindt. Tegenover dit perk staat de Stone of Remembrance. Het tweede, kleinere deel, geflankeerd door een zitbank bevat 12 graven en ligt iets oostelijker van de Stone of Remembrance. Het is merkwaardig dat er geen Cross of Sacrifice staat niettegenstaande dat er meer dan 40 graven zijn.
Er liggen 95 Britten, 3 Canadezen en 1 Nieuw-Zeelander begraven. Zij stierven tussen juni 1917 en oktober 1918. Hun graven worden onderhouden door de Commonwealth War Graves Commission waar ze geregistreerd staan onder Conde-sur-l'Escaut Communal Cemetery.

### Onderscheiden militairen
- Frederick Thomas Elliston, soldaat bij het Norfolk Regiment werd onderscheiden met de Distinguished Conduct Medal (DCM).
- E.G. Strate, sergeant bij de Canadian Infantry werd onderscheiden met de Military Medal (MM).